# Estadio Centenario de Armenia
Das Estadio Centenario de Armenia (deutsch Stadion des einhundertsten Jubiläums von Armenia) ist ein Fußballstadion in der kolumbianischen Stadt Armenia im Departamento Quindío. Es trägt den Spitznamen El jardín de América (deutsch Der Garten von Amerika). Die Heimspielstätte des Fußballvereins Deportes Quindío bietet derzeit 20.729 Sitzplätze. Es ersetzte das Estadio de San José.

## Geschichte
Zur Eröffnung des Stadions spielten am 30. März 1988 Kolumbien gegen Kanada (3:0). Ein Jahr später im Februar fand anlässlich des 100. Stadtjubiläums ein Fußballturnier zwischen den Mannschaften von Kolumbien, Chile, Peru und der U19-Mannschaft von Kolumbien statt. Vier der sechs Spiele wurden im Centenario de Armenia ausgetragen und Kolumbien gewann das Turnier nach drei Siegen. Die Haupt- wie auch die Gegentribüne des Stadions sind überdacht und es besitzt eine Leichtathletikanlage. Am 25. Januar 1999 erschütterte ein Erdbeben der Stärke 7,2 auf der Richterskala die Stadt. Danach musste die Anlage renoviert werden. Das alte Estadio de San José wurde bei dem Beben zerstört und später abgerissen. 2010 eröffnete man das San José nach einem Neuaufbau wieder.
Für die U-20-Fußball-Weltmeisterschaft 2011 wurde die Spielstätte für die FIFA-Vorschriften renoviert. Die Ost- wie die Westtribüne bekamen eine neue Überdachung, neue Umkleidekabinen für Spieler und Schiedsrichter sowie ein Parkplatz wurden errichtet. Für die Renovierung waren rund 8,7 Mrd. kolumbianische Pesos vorgesehen.
2022 war das Stadion einer von drei Austragungsorte der Copa América der Frauen.